# Adílson Batista
Adílson Batista (n. 16 martie 1968, Adrianópolis, Paraná, Brazilia) este un fost fotbalist brazilian.
În cariera sa, Batista a evoluat la Cruzeiro EC, SC Internacional și Grêmio. Între 1990 și 1991, Batista a jucat 4 meciuri pentru echipa națională a Braziliei.

## Statistici
| Brazilia | Brazilia | Brazilia |
| An       | Meciuri  | Goluri   |
| -------- | -------- | -------- |
| 1990     | 3        | 0        |
| 1991     | 1        | 0        |
| Total    | 4        | 0        |